# Museu Soumaya
O Museu Soumaya (em espanhol, Museo Soumaya) é um museu de arte localizado na Cidade do México, capital do país homônimo. É uma instituição cultural privada, sem fins lucrativos, fundada em 1994 e vinculada à Fundação Carlos Slim. Ocupa dois espaços distintos: um edifício de importância histórica na Plaza Loreto, na região sul da cidade, e a nova sede, projetada por Fernando Romero e inaugurada em 2011, na Plaza Carso, região norte. O nome do museu é uma homenagem a Soumaya Domit, esposa do fundador, Carlos Slim, falecida em 1999.
O museu abriga um acervo com mais de 60.000 peças, composto por coleções de artes plásticas, artes decorativas, documentos históricos, relíquias religiosas e numismática, cobrindo o período que vai do século XV aos dias de hoje, abrangendo sobretudo a produção artístico-cultural do México, da América Latina e da Europa. É um dos mais destacados acervos desse tipo no continente. Particularmente relevante é a coleção de 380 esculturas de Auguste Rodin, a segunda maior do mundo, além do conjunto de retratos, paisagens e pinturas religiosas do barroco novo-hispano.
No âmbito da difusão cultural e do ensino de arte, o museu atua organizando exposições permanentes e temporárias, editando catálogos e publicações próprias, promovendo conferências e seções de cinema e disponibilizando uma programação cultural permanente. É equipado com uma biblioteca, auditório com 350 lugares, ateliê e espaços para atuação didática.

## História

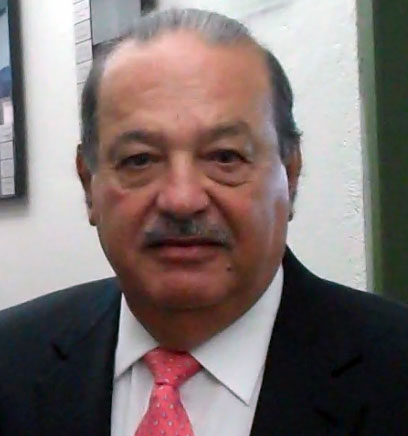
Carlos Slim em 2010.

O Museu Soumaya foi oficialmente estabelecido em 1994 pelo bilionário empresário mexicano do setor de telecomunicações Carlos Slim Helú, presidente do Grupo Carso, listado sucessivamente desde 2009 como a pessoa mais rica do mundo. A instituição surgiu para abrigar e expor ao público a coleção particular que Slim e sua esposa, Soumaya Domit, amealharam ao longo de quatro décadas. A coleção teve início em 1966, logo após o casamento de Slim e Soumaya, ocupando-se a princípio da arte do México colonial. Posteriormente, notando a quase total ausência de museus de arte universal no México, o casal passou a diversificar as aquisições, empreendidas junto a colecionadores particulares (como a aquisição da renomada coleção do pintor González Obregón em 1986) e importantes casas internacionais de leilões, como a Christie's e a Sotheby's.
Nas décadas seguintes, a coleção foi progressivamente ampliada, à medida que Carlos Slim se estabelecia como empresário de grande sucesso e ampliava seu patrimônio pessoal. Ao ser inaugurado em 1994, o Museu Soumaya já surgia como um dos mais importantes museus de arte do país. Após a morte de Soumaya em 1999, Slim redobrou os esforços para o aumento quantitativo e qualitativo da coleção, como uma forma de homenagear a esposa falecida. O antigo edifício das Fábricas de Papel Loreto y Peña Pobre, localizado no bairro histórico de San Ángel, foi designado como sede da instituição.

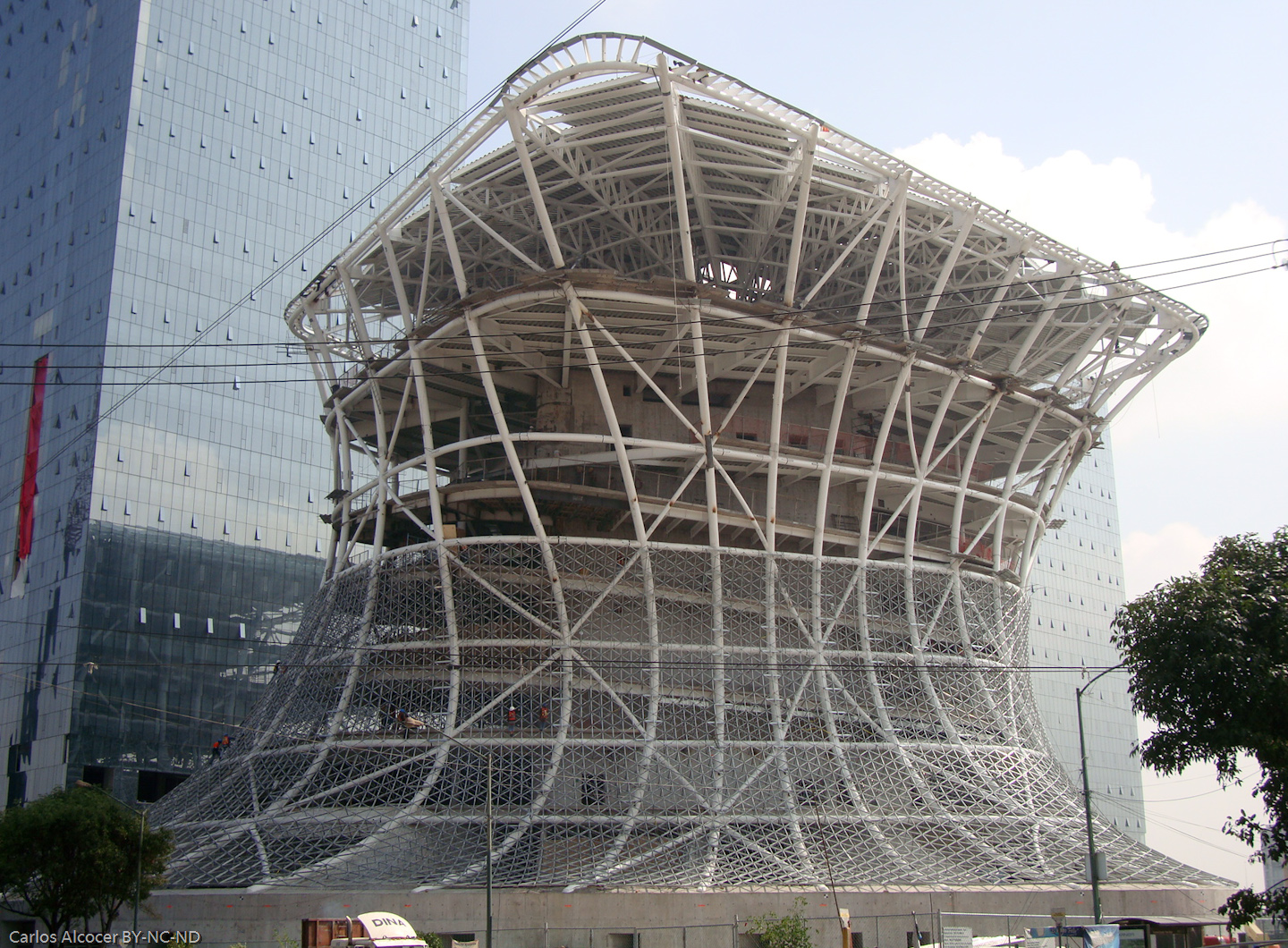
A nova sede do Museu Soumaya em construção, em setembro de 2010.

O museu tem por objetivos a fundação a realização de pesquisas e atividades de conservação, a difusão da arte européia e mexicana e a formação de um acervo enciclopédico de arte clássica. As exposições temporárias e permanentes organizadas pelo museu desempenharam papel importante para a sua internacionalização e para a difusão do acervo. Entre as mostras de destaque realizadas figuraram Retrato em miniatura e relicários (em comemoração aos dez anos de fundação do museu), Eros - Esculturas e pinturas, Covarrubias (em homenagem ao centeário de nascimento de Miguel Covarrubias), Zodíaco Mariano (comemoração dos 250 anos da declaração pontifícia de Nossa Senhora de Guadalupe como padroeira do México), São Francisco de Assis, Amor até a loucura e Gibran (homenagem ao poeta e filósofo libanês Khalil Gibran), entre outras. Peças selecionadas da coleção já foram exibidas em diversas instituições latino-americanas, do Peru, Chile e Porto Rico. No Brasil, a exposição Paisagem Entorno e Retorno, sediada no Museu Oscar Niemeyer de Curitiba, apresentou ao público 72 obras inéditas do Museu Soumaya.
Em 2011, a maior parte da coleção do museu foi transferida para a sua nova sede, um edifício de 17.000 metros quadrados na zona norte da Cidade do México, projetado pelo arquiteto mexicano Fernando Romero - genro de Slim. O edifício possui seis pavimentos, dispersos por uma estrutura de formas assimétricas, revestida com milhares de pastilhas de alumínio hexagonais de tamanhos variados. Cerca de 1.500 convidados estiveram presentes na inauguração, entre eles o Presidente da República, Felipe Calderón, o escritor colombiano Gabriel García Márquez, o apresentador norte-americano Larry King e o banqueiro inglês Evelyn Robert de Rothschild.

## Os edifícios

### Plaza Loreto
A sede do Museu Soumaya na Plaza Loreto é um antigo edifício industrial com 2.200 metros quadrados de área construída, adaptado para uso museológico. Está localizado na histórica colonia (bairro) de San Ángel, na região sul da Cidade do México. O terreno onde hoje encontra-se o edifício sediou no passado um moinho de trigo, estabelecido em 1565 por Martín Cortés Zúñiga, Marquês del Valle, filho do conquistador Hernán Cortés. O moinho de trigo perdurou até o meados do século XVIII, quando foi então convertido em um moinho de papel, alcunhado Nuestra Señora de Loreto, de propriedade de José Miguel Sánchez Navarro.
Ao longo do século XIX, já sob propriedade de José Manuel Zozaya, ministro e embaixador do México nos Estados Unidos, o moinho foi transformado em uma fábrica de papel, a primeira do país. Um incêndio em 1905, entretanto, destruiu todo o maquinário e o edifício, obrigando os então donos, José Sordo e Augustín Rosada, a vender a fábrica em ruínas para Alberto Lenz. Lenz empreendeu um grande esforço na reconstrução da fábrica, reinaugurada em 1928 sob o nome de Fábricas de Papel Loreto y Peña Pobre. A fábrica prosperou enormemente nas décadas seguintes, tornando-se uma das maiores da América Latina.
Na década de 1980, após ser adquirida pelo Grupo Carso de Carlos Slim, a fábrica foi transferida para Tlaxcala. Suas instalações na colonia San Ángel passaram então por reformas de adaptação visando o seu uso como centro cultural-comercial. Por ocasião das reformas, foi construída a Plaza Loreto e o principal edifício fabril foi convertido na sede do Museu Soumaya e reinaugurado em 1994. A Associação Carso S.A., responsável pela reforma, recebeu o prêmio ICOMOS em 1996 pela reabilitação do sítio histórico.

### Plaza Carso

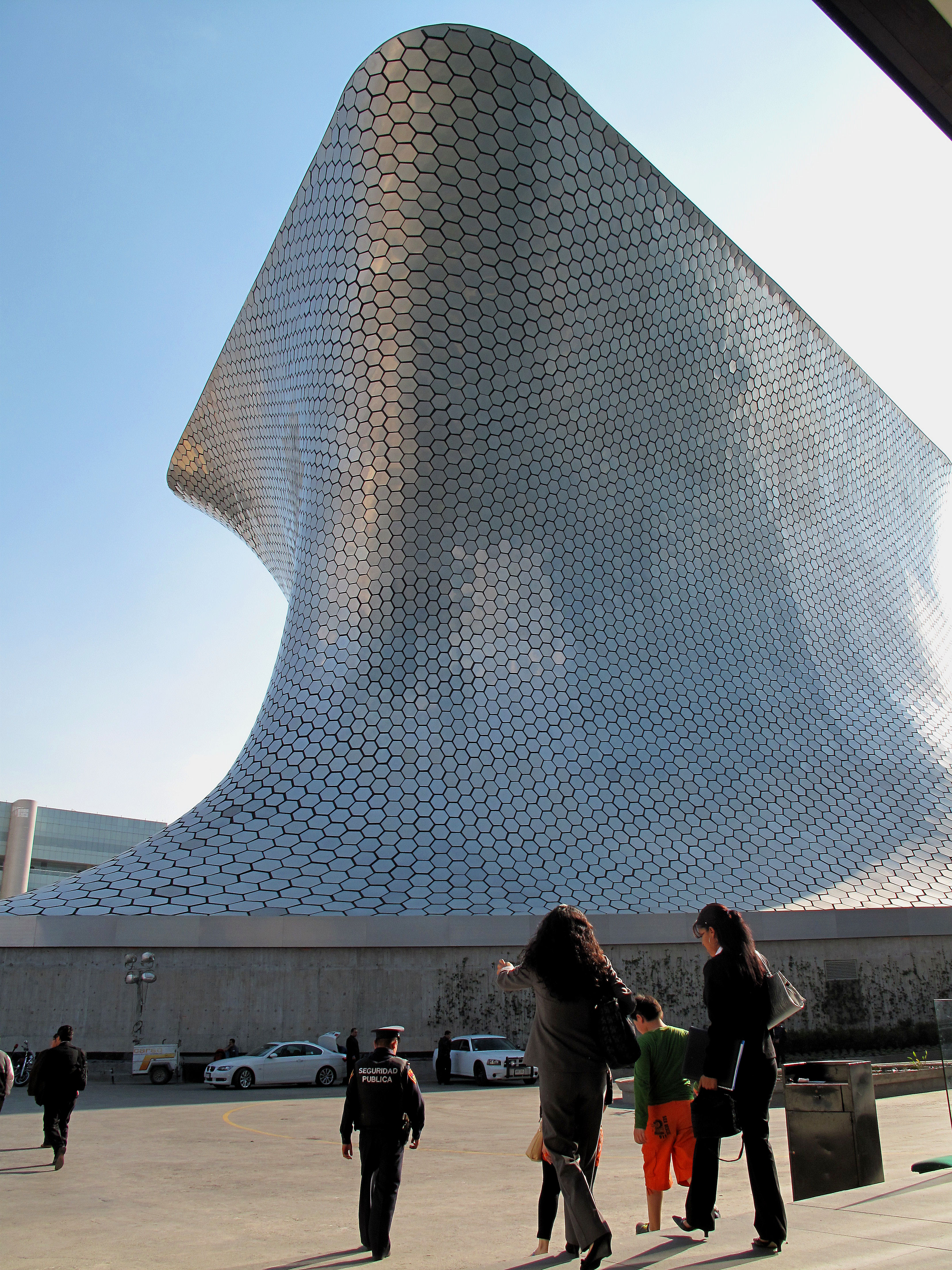
Vista parcial da sede do Museu Soumaya na Plaza Carso.

A sede do Museu Soumaya na Plaza Carso foi projetada por Fernando Romero e inaugurada em 2011. Possui 17.000 metros quadrados de área construída, divididos em seis pavimentos. A área expositiva conta com 6.000 metros quadrados. Sua construção custou mais de 70 milhões de dólares. Carlos Slim, engenheiro de formação, colaborou na idealização do projeto.
O edifício consiste em uma estrutura de formas assimétricas, o que faz com que cada um dos pavimentos tenha dimensões e formatos distintos. A fachada é revestida por 16.000 pastilhas de alumínio. O museu possui uma entrada estreita que conduz os visitantes a uma ampla galeria branca. A entrada é decorada pelo painel Rio Juchitán, o último mural do pintor mexicano Diego Rivera. O sexto pavimento é dotado de uma grande clarabóia, permitindo a iluminação natural durante o dia. Além dos espaços expositivos e administrativos, o museu é dotado de biblioteca, laboratórios de conservação e restauro, espaços para atuação didática, ateliê, restaurante, café e auditório com capacidade para 350 pessoas. O peso da estrutura é suportado por um "exoesqueleto" composto por sete grande pilares e 28 colunas de aço. O piso é de mármore, importado da Grécia.
O partido arquitetônico do edifício tem sido comparado ao da loja de departamentos Selfridges em Birmingham (projeto do escritório Future Systems), bem como ao do Museu Guggenheim Bilbao (de Frank Gehry). Benjamin Genocchio descreveu o edifício como uma "estrutura ousadamente derivada do jovem arquiteto, livremente inspirado nos interiores do Museu Solomon R. Guggenheim de Frank Lloyd Wright em Nova Iorque e no exterior do Museu Guggenheim de Bilbao". O edifício está localizado em um espaço chamado Plaza Carso, na nobre colona Polanco, zona norte da Cidade do México. A plaza também foi construída por Carlos Slim e serve de abrigo a edifícios comerciais que abrigam diversas de suas empresas, bem como um hotel de luxo e edifícios residenciais. A construção da Plaza Carso e edificações do entorno custou quase 800 milhões de dólares.

## Acervo
O museu exibe uma das mais importantes coleções privadas de objetos histórico-artísticos da América Latina, com mais de 66.000 peças. A coleção, extremamente diversificada, abrange diversas civilizações e escolas artísticas, majoritariamente da Europa (com ênfase na arte da Itália, França, Espanha, Flandres, Holanda e Alemanha) e das Américas, sobretudo do México. A obra mais antiga é uma cabeça de Eros em mármore pentélico do século I a.C., cópia romana de um original grego, encontrada em Beirute, no Líbano. A maioria das peças, entretanto, foi produzida entre os séculos XV e XX. Destas, destaca-se uma das maiores coleções de esculturas de Auguste Rodin fora da França.
O acervo abrange de forma consistente a produção artística mexicana, agregando importantes obras dos principais autores do país, do período do Vice-Reinado aos dias de hoje. Também contempla exemplares isolados da arte colonial latino-americana. Outro núcleo de destaque no acervo é o conjunto de moedas pré-colombianas, coloniais e oitocentistas mexicanas, incluindo 2.000 peças em ouro e prata, produzidas durante o segundo Império Mexicano, sob regência de Maximiliano de Habsburgo. Trata-se da maior coleção do mundo em seu gênero.
Por fim, o museu conserva uma série de coleções menores de temas diversos, abrangendo, entre outros, artefatos arqueológicos mesoamericanos, relicários, medalhística, documentos históricos, fotografias, moda e indústria têxtil, cerâmicas, miniaturas, instrumentos musicais, mobiliário, artes decorativas e artes gráficas. A biblioteca do museu reflete o ecletismo da coleção. Um dos destaques do acervo bibliográfico é a coleção completa das obras do poeta Khalil Gibran.

### Arte francesa

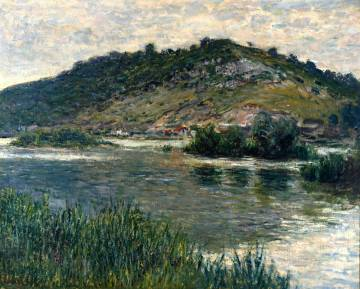
Claude Monet - Paisagem em Port-Villez, 1883.

A maior parte das obras no segmento referente à arte francesa no Museu Soumaya estão identificadas com os movimentos de vanguarda da segunda metade do século XIX. Os períodos anteriores estão representados apenas de forma pontual, por meio das obras de Trophime Bigot, Antoine-Benoît Dubois, ateliê de Claude Joseph Vernet, Jean-Auguste Dominique Ingres (uma variante autógrafa da composição Paolo e Francesca), Jean-Baptiste Camille Corot, Gustave Doré e Gustave Courbet.
Do movimento impressionista, há amplos conjunto de pinturas, esculturas e desenhos de Pierre-Auguste Renoir, Edgar Degas, Claude Monet e Camille Pissarro, ademais de Édouard Manet e Paul Cézanne. Entre os pós-impressionistas, estão representados Paul Signac, Pierre Bonnard, Henri Lebasque, Gustave Loiseau e Vincent van Gogh.
Na coleção de esculturas francesas, destaca-se o conjunto de 380 esculturas, em bronze, mármore e gesso, de Auguste Rodin, o maior acervo privado de obras do artista. Carlos Slim começou a colecionar obras de Rodin ainda na década de 1980, influenciado por Soumaya, grande admiradora do artista. Escultores do círculo imediato de Rodin, como Camille Claudel e Antoine Bourdelle, também estão fartamente representados no acervo. Honoré Daumier, Albert-Ernest Carrier-Belleuse, Jean-Baptiste Carpeaux, Louis-Ernest Barrias, Sarah Bernhardt e Aristide Maillol são outros nomes de destaque na coleção de esculturas.

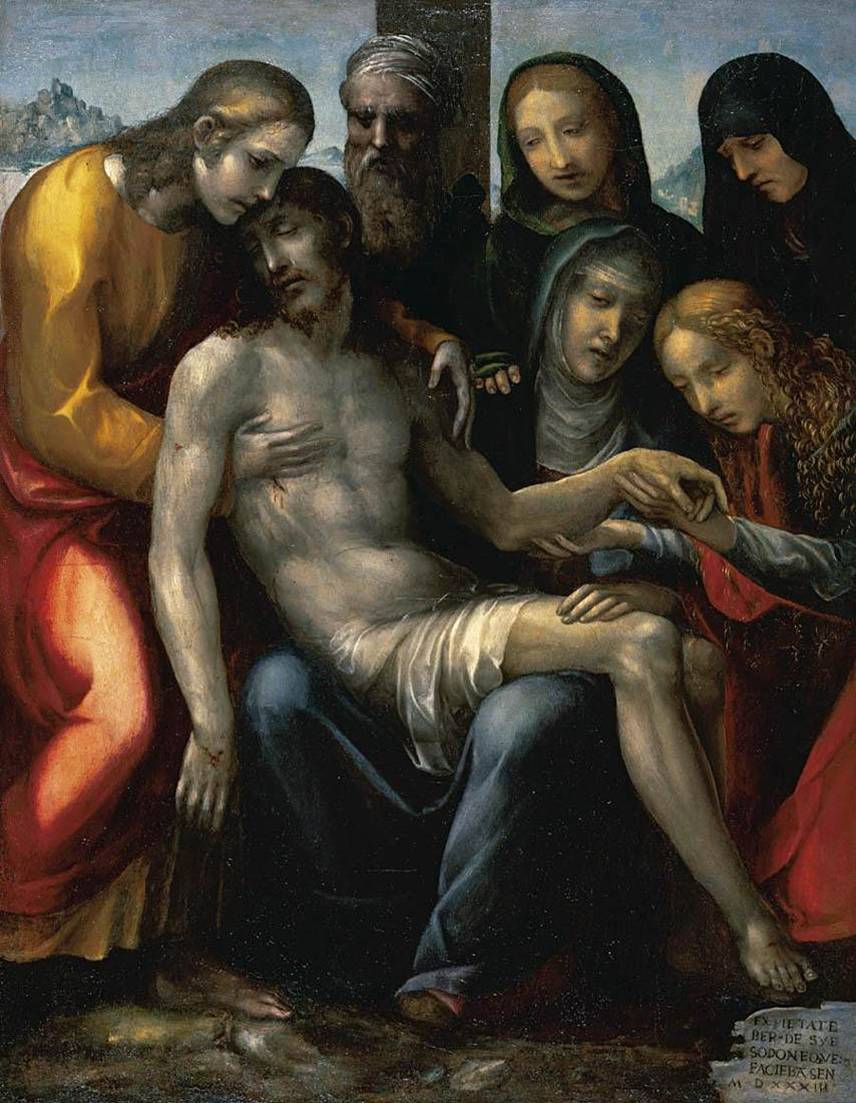
Il Sodoma - Pietà, 1533.

### Arte italiana

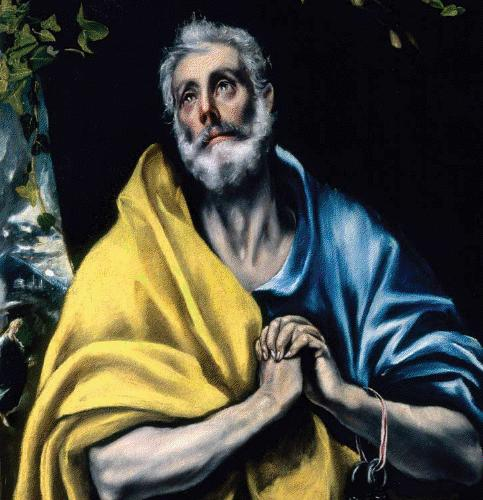
El Greco - Lágrimas de São Pedro, 1587-1596.

No acervo relativo à escola italiana, as obras mais remotas cronologicamente são um par de santos de estética proto-renascentista, atribuídos a Niccolò di Maestro Pietro, e uma madona do Mestre de Carmignano. Do Renascimento, destaca-se uma belíssima Pietà de Sodoma, ademais das madonas de Filippino Lippi, Pinturicchio, Mestre de San Miniato, Andrea del Sarto e, sobretudo, uma versão da Virgem do Fuso de um seguidor de Leonardo da Vinci. Também do círculo de Leonardo é a Santa Catarina de Alexandria, de Bernardino Luini.
No segmento referente ao Maneirismo, o museu conserva um retrato masculino por Ticiano, três obras de Tintoretto (Crucificação, Oração no Jardim de Getsêmani, Retrato de um homem), Judite com a cabeça de Holofernes de Paolo Veronese e um conjunto de desenhos de Correggio, Giulio Romano e Aurelio Luini. Do barroco italiano, há trabalhos de Orazio Gentileschi e sua filha, Artemisia Gentileschi, além de Carlo Francesco Nuvolone, Filippo Vitale e Giovanni Battista Salvi. Alessandro Magnasco, Gregorio Lazzarini, Francesco Trevisani e Giacomo Guardi exemplificam o Rococó. Na coleção de esculturas, destaca-se Amor secreto de Antonio Rossetti.

### Arte espanhola
No acervo de arte espanhola do Museu Soumaya, abundam as obras de temática religiosa. Este é o caso da Fuga para o Egito do Mestre de Villalobos, e da Ressurreição de Cristo de Juan de Flandes, únicas obras do Renascimento ibérico na coleção. De El Greco ou de seu ateliê, o museu possui quatro obras: Lágrimas de São Pedro, Adoração dos Reis Magos, Sagrada Família e Cristo na Cruz. Outros artistas maneiristas presentes na coleção são Alonso Sánchez Coello e Juan de Roelas. O século de ouro da pintura espanhola está bem documentado: o museu conserva quatro obras de Bartolomé Esteban Murillo e outras pinturas de José de Ribera, Francisco de Zurbarán e Bernardo Lorente Germán. Francisco Bayeu exemplifica as tendências pictóricas do classicismo primevo espanhol.

### Arte da Europa Central

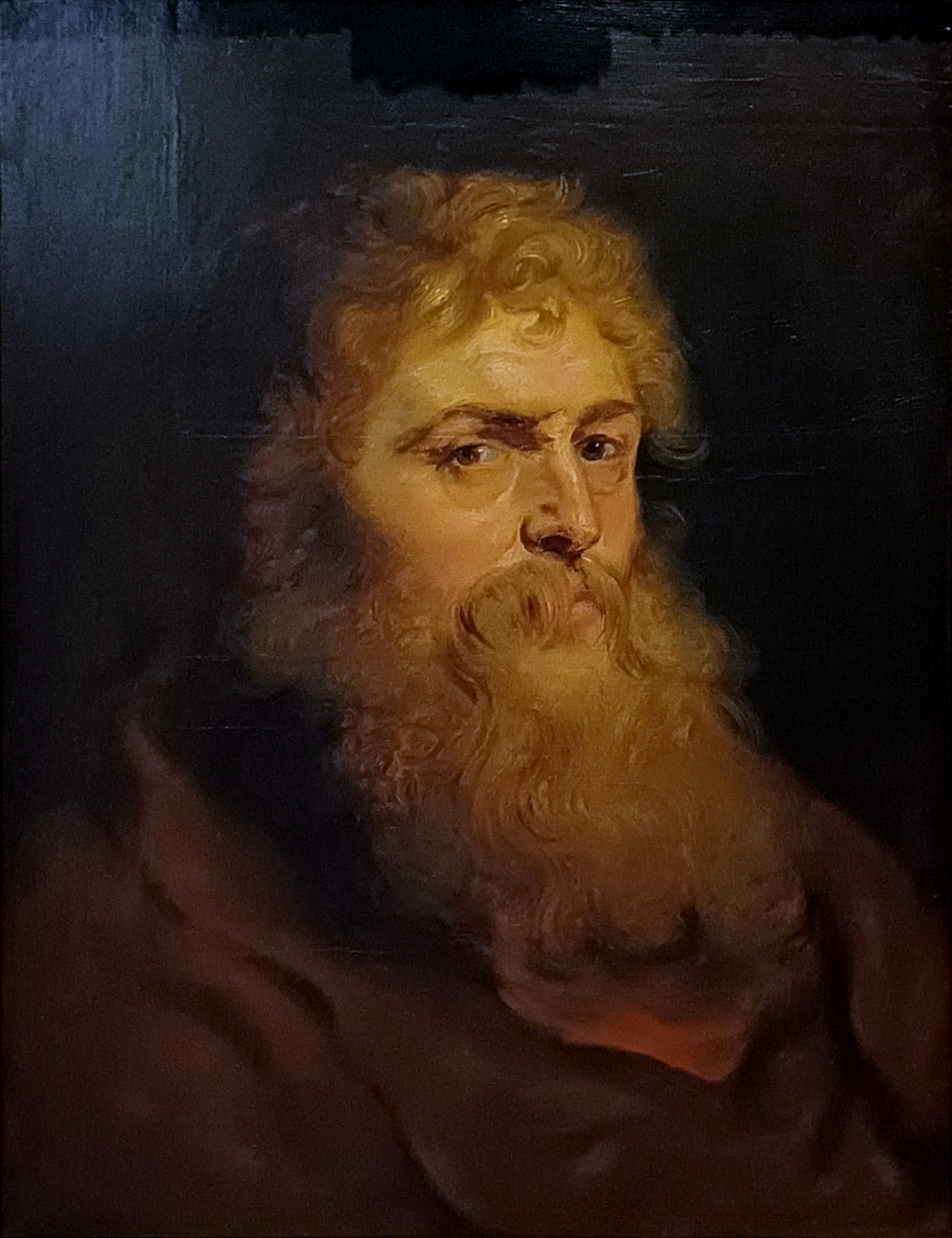
Peter Paul Rubens - Cabeça de homem barbado, 1617-1618.

O museu possui um pequeno conjunto de pinturas flamengas, holandesas, alemãs e de outros países da Europa Central, a maioria datadas entre os séculos XV e XVII. Destacam-se, no contexto do Renascimento, três pinturas de Lucas Cranach, o Velho (Suicídio de Lucrécia, Adão e Eva, Menino Jesus e São João Batista). Entre os maneiristas flamengos, sobressai um conjunto de painéis de Pieter Bruegel, o Jovem, Marten de Vos e Lucas Gassel. Da pintura do século de ouro na Flandres e na Holanda, há um retrato feminino de Frans Hals, obras de Antoon van Dyck, Peter Paul Rubens, Jacob Marrel, Jan Kraek e Daniel Gran.

### Arte moderna internacional
O segmento referente às vanguardas artísticas do século XX no Museu Soumaya é marcado pela ênfase no movimento surrealista. O museu conserva diversas obras de Joan Miró e outras peças de Salvador Dalí, Marc Chagall, Max Ernst e Giorgio de Chirico. Do fauvismo e tendências figurativas semelhantes, há uma série de paisagens de Maurice de Vlaminck, Jean Dufy e uma escultura de Henri Matisse. O expressionismo está delineado em obras de Georges Rouault e Amedeo Modigliani. De Pablo Picasso, o museu conserva o bronze La coiffeuse, do período proto-cubista.

### Arte mexicana

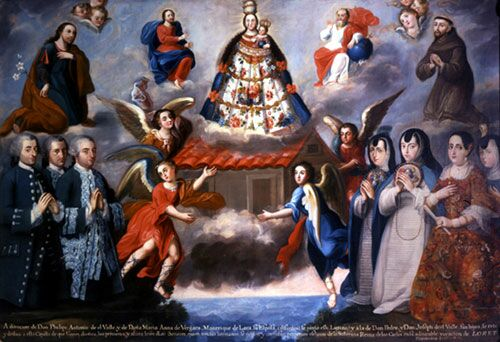
Josep Antonio de Ayala - A família del Valle aos pés da Virgem de Loreto, 1769.

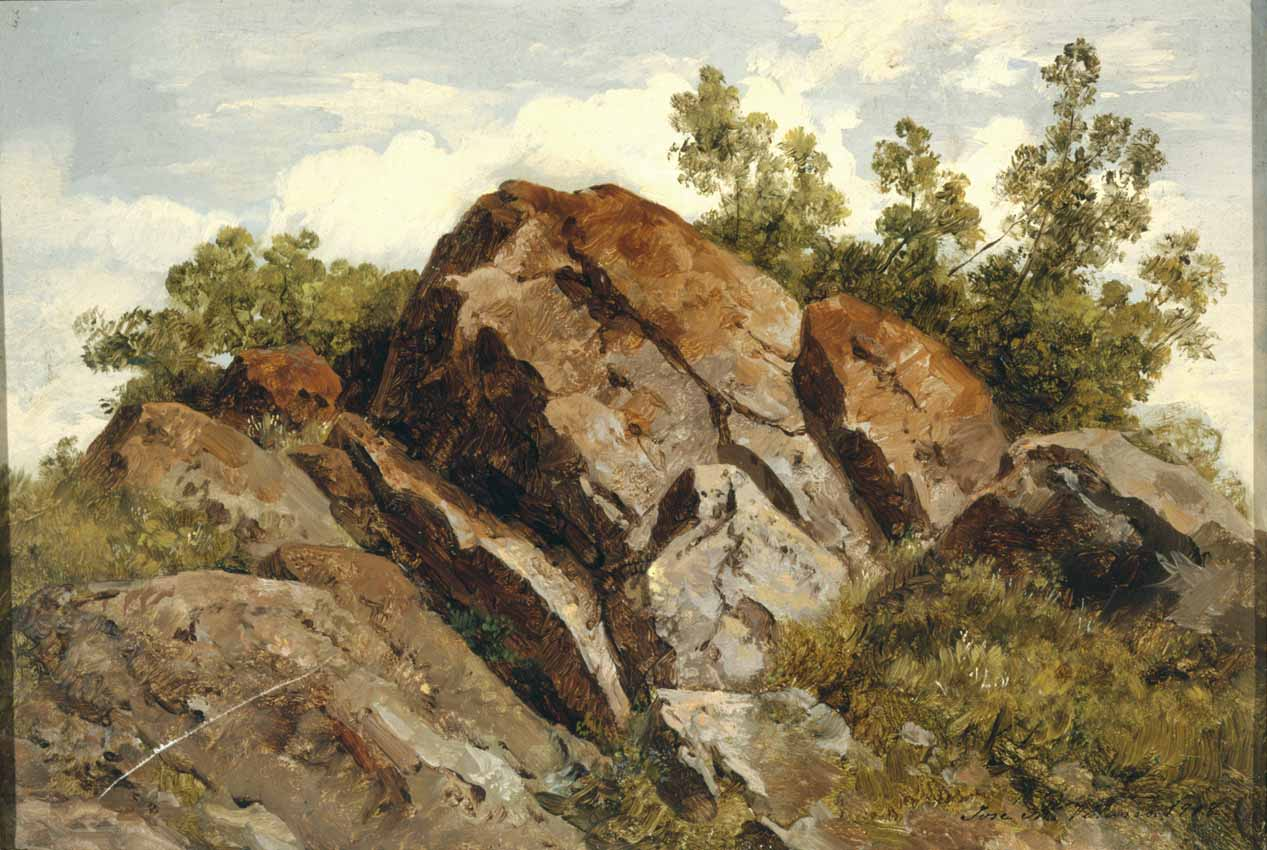
José María Velasco - Rochas, sem data.

O museu possui uma consistente coleção de arte mexicana, destacando-se o conjunto de peças de inspiração barroca produzidas durante o Vice-Reino da Nova Espanha. É composta por pinturas, esculturas em madeira, prataria, arte plumária, artes decorativas e têxteis datados do século XVI ao primeiro quartel do século XIX. Alguns dos mais importantes pintores novo-hispanos estão representados no acervo, tais como Juan de Sáenz, Diego de Borgraf, Josep Antonio de Ayala, Miguel Cabrera, José Juárez, Juan Correa, Cristóbal de Villalpando, Carlos López e José de Páez, além de diversos artistas anônimos novo-hispanos e sul-americanos. A coleção abarca, majoritariamente, temas religiosos: cenas bíblicas, invocações marianas, vida de Cristo, santos e santas.
O núcleo relativo à arte oitocentista mexicana é dominado pela retratística. Conserva obras de autores que gravitaram em torno da Academia de São Carlos (Pelegrín Clavé y Roque, Felipe Santiago Gutiérrez), bem como dos pintores provinciais (José María Estrada, José Agustín Arrieta) e retratos em miniatura. Em menor escala, estão representadas pinturas de paisagens (Eugenio Landesio, Luis Coto, José María Velasco) e cenas históricas, ademais de trabalhos de artistas viajantes do período colonial, como Daniel Thomas Egerton, Johann Moritz Rugendas, Jean-Baptiste Louis Gros, Jean-Frédéric Waldeck).
Os movimentos mexicanos de vanguarda do século XX estão bem representados no acervo, em suas principais vertentes. Do muralismo, imbuído de caráter nacionalista e crítica social, conservam-se pinturas de cavalete e estudos de murais executados por Diego Rivera, David Siqueiros e José Clemente Orozco. Da pintura de paisagem, ainda influenciada pela estética naturalista, estão representados Joaquín Clausell e Dr. Atl. Rufino Tamayo e Ángel Zárraga são os principais representantes do movimento de ruptura na coleção. Entre os contemporâneos estão Juan Soriano e Francisco Toledo.

## Galeria

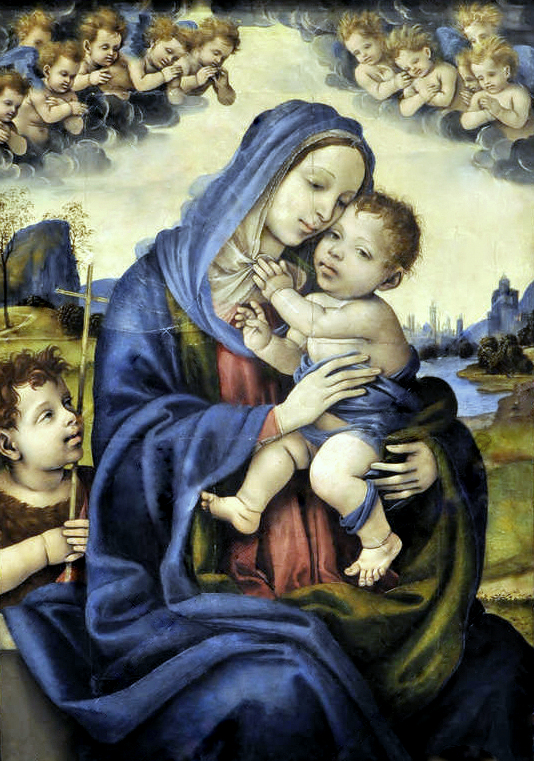
Filippino Lippi. Virgem com o Menino e São João Batista, 1502-1504.
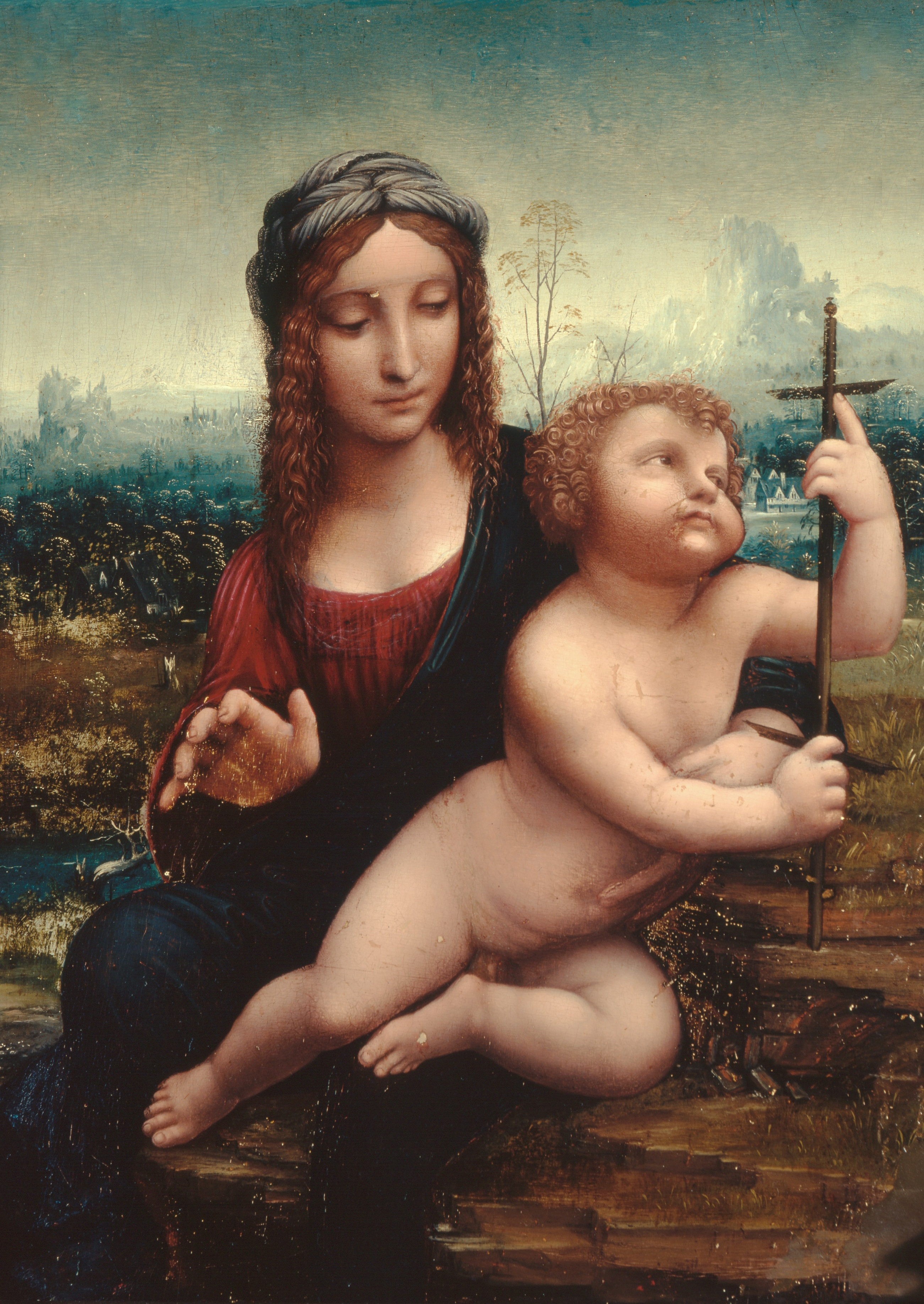
Seguidor de Leonardo da Vinci. Virgem do Fuso, 1501-1513.
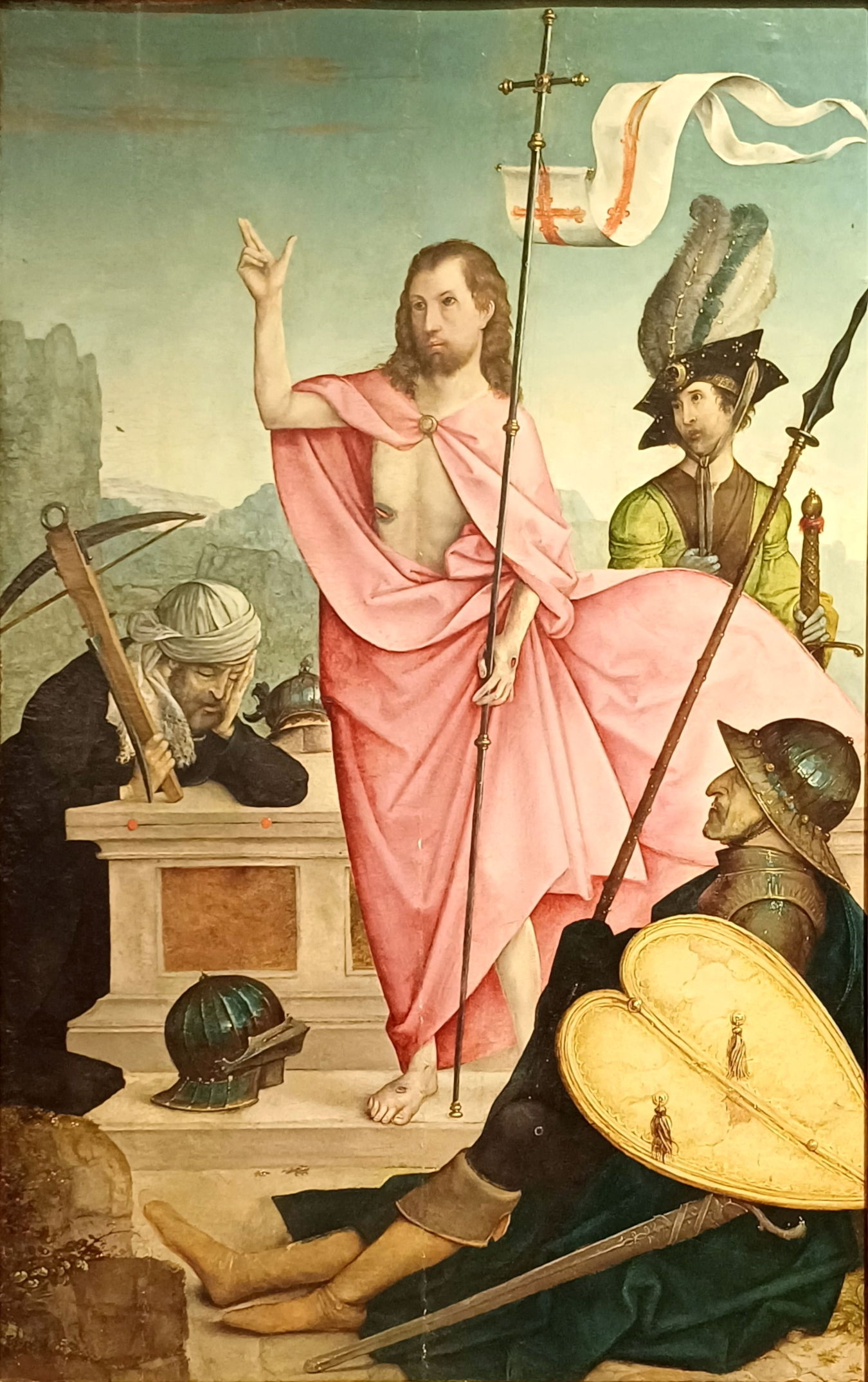
Juan de Flandes. Ressurreição de Cristo, c. 1508.
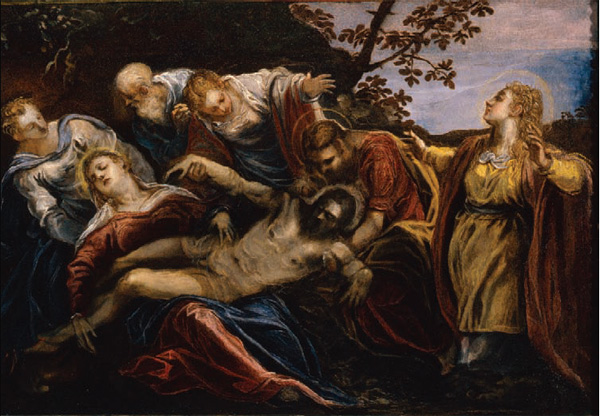
Tintoretto. Lamentação sobre o Cristo Morto, c. 1556-1559.
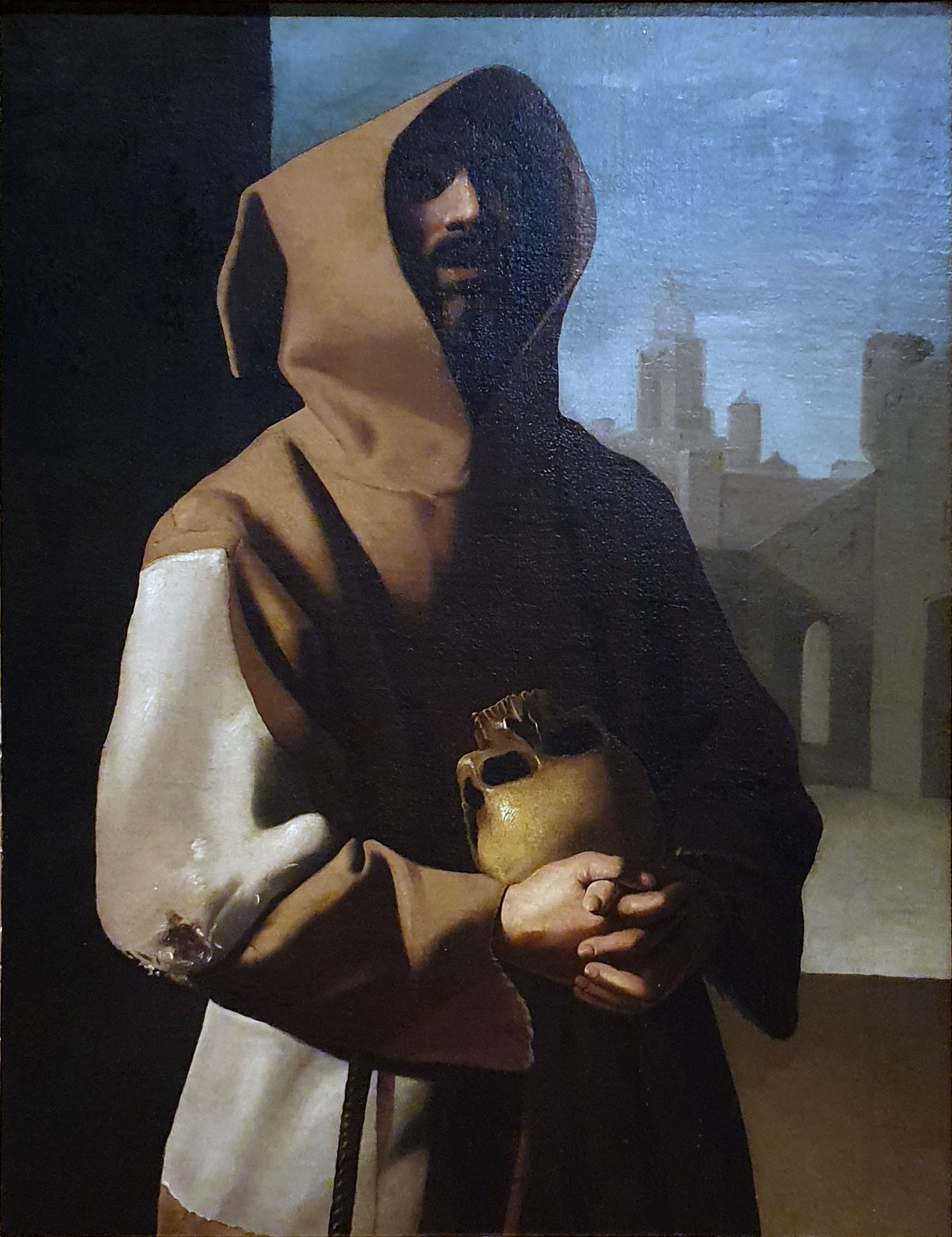
Francisco de Zurbarán. São Francisco de Assis em êxtase, 1635-1640.
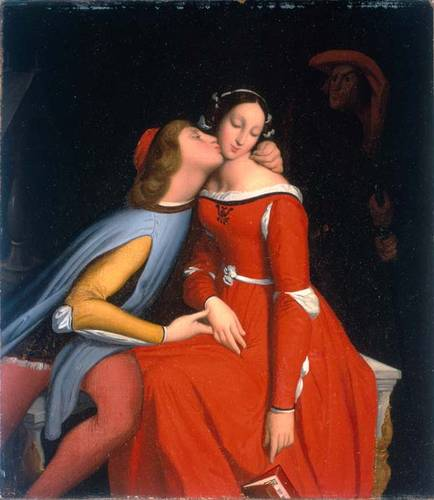
Jean-Auguste Dominique Ingres. Paolo e Francesca, s.d.
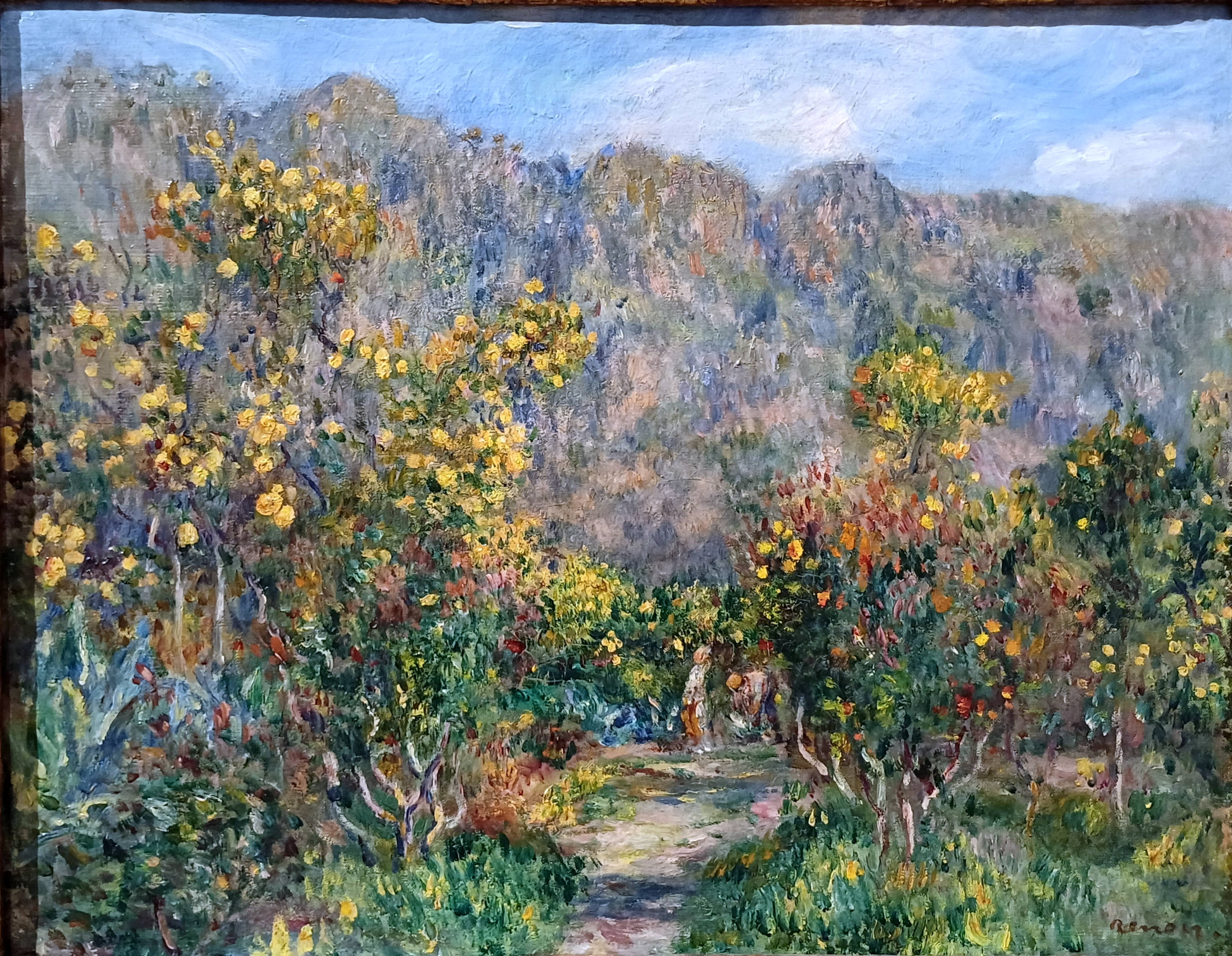
Pierre-Auguste Renoir. Parque de Les Collettes, 1912.
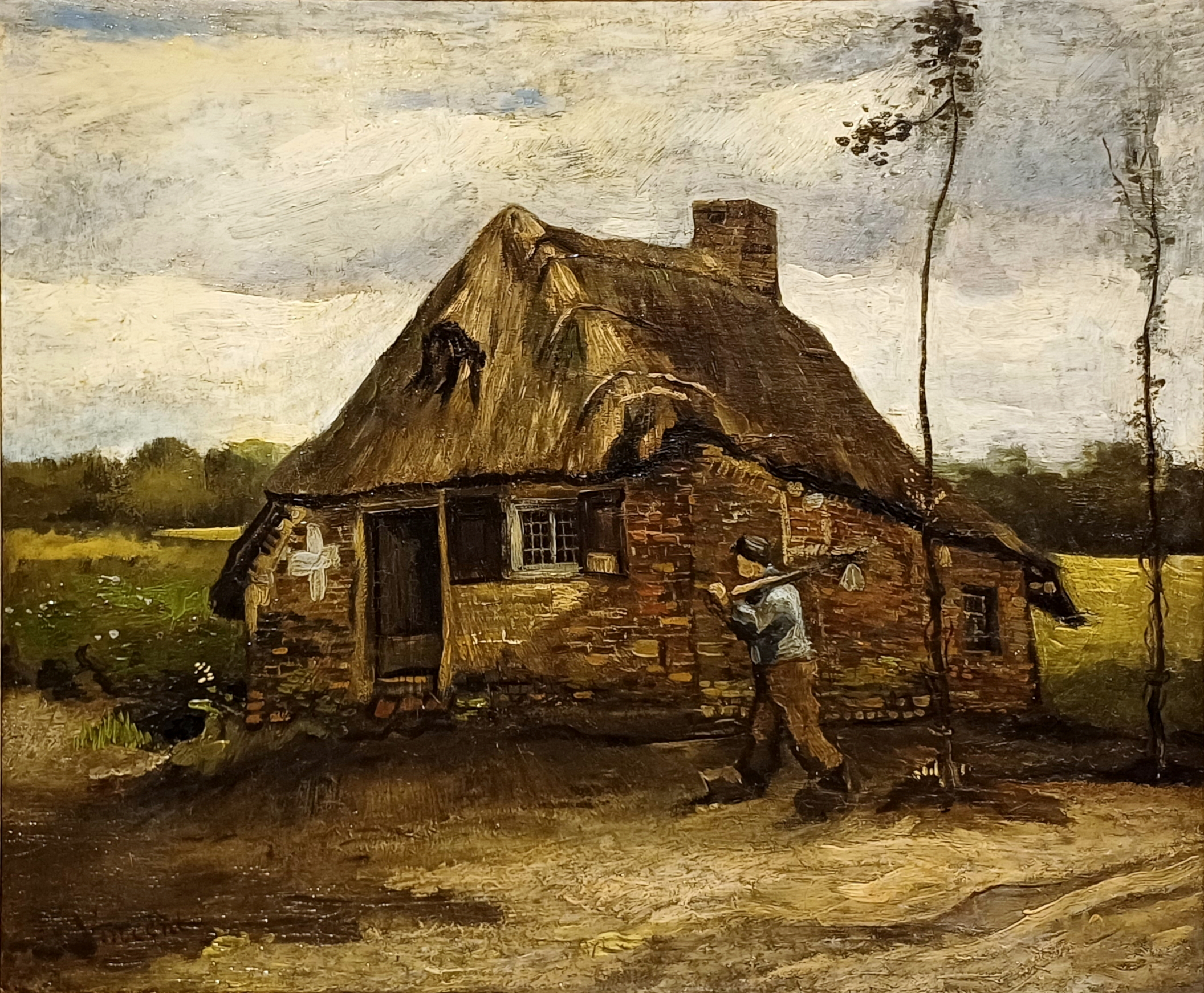
Vincent van Gogh. Cabana com camponês, 1885.